# Lijst van Letse hoofdwegen
De Letse hoofdwegen (Lets: Galvenie autoceļi) vormen de hoogste wegnummeringscategorie in Letland. Het prefix dat gebruikt wordt is de letter A van autoceļi (autoweg). Het netwerk loopt van A1 tot en met A15. Er wordt een rood schildje met witte letters gebruikt. Op 1 januari 2012 lag er 1650 kilometer aan hoofdweg in Letland. Deze zijn allemaal verhard.
De A1 tot en met A3 en A6 tot en met A10 stralen uit vanaf Riga. De A4 en A5 vormen samen de ringweg van Riga en de A11 tot en met A15 zijn de overige Letse hoofdwegen.
| Schild | Nummer | Route                                                              | Lengte   | E-nummers     |
| ------ | ------ | ------------------------------------------------------------------ | -------- | ------------- |
|        | A1     | Riga - Salacgrīva - Estland (Pärnu)                                | 101,7 km | E67           |
|        | A2     | Riga - Sigulda - Estland (Pskov)                                   | 195,6 km | E77           |
|        | A3     | Inčukalns - Valmiera - Estland (Tartu)                             | 122,7 km | E264          |
|        | A4     | Noordoostelijke ringweg van Riga                                   | 20,5 km  | E67, E77      |
|        | A5     | Zuidwestelijke ringweg van Riga                                    | 40,9 km  | E22, E67, E77 |
|        | A6     | Riga - Daugavpils - Krāslava - Wit-Rusland (Polatsk)               | 307,0 km | E22           |
|        | A7     | Riga - Bauska - Litouwen (Panevėžys)                               | 85,6 km  | E67           |
|        | A8     | Riga - Jelgava - Litouwen (Šiauliai)                               | 76,1 km  | E77           |
|        | A9     | Riga - Saldus - Liepāja                                            | 199,6 km |               |
|        | A10    | Riga - Ventspils                                                   | 190,1 km | E22           |
|        | A11    | Liepāja - Litouwen (Klaipėda)                                      | 57,0 km  |               |
|        | A12    | Jēkabpils - Rēzekne - Ludza - Rusland (Moskou)                     | 166,2 km | E22           |
|        | A13    | Rusland (Pskov) - Rēzekne - Daugavpils - Litouwen (Vilnius/Kaunas) | 163,4 km | E262          |
|        | A14    | Ringweg van Daugavpils                                             | 15,6 km  | E262          |
|        | A15    | Ringweg van Rēzekne                                                | 7,1 km   | E262          |